# Barra (heráldica)

Barrado (de dez) argento e azure

Em heráldica, uma barra é uma peça de primeira ordem, consistindo de uma banda horizontal que vai de um lado a outro do escudo. Se apenas uma barra aparece indo de um lado a outro no meio do escudo, ela é chamada de faixa; se duas ou mais aparecem, elas podem apenas serem chamadas de barras. Chamar a barra de um diminutivo da faixa é incorreto, entretanto, porque duas barras devem, cada uma, não serem menores que uma faixa. Como a faixa, barras também devem carregar linhas complexas (tais como embandeirado, dentado, nebuloso, etc.). A forma diminutiva da barra (mais estreito que uma barra e ainda mais larga que uma cotica) é a burela, apesar que estas aparecem frequentemente em pares, o par é denominado uma "barra gémina" ao invés de "duas burelas".

## Peças de primeira ordem comuns
Uma simples barra colocada através do topo do campo é chamada de chefe. Uma simples barra colocada sobre o centro do campo é chamada de faixa. De duas a quatro destas aparecendo em um escudo são chamadas de barras, e mais que quatro são chamadas de burelas.

## Diminutivos
Barras finas são denominadas burelas. Uma barra ainda mais fina ou rédea é conhecida como uma cotica. Coticas nunca aparecem sozinhas e não tem direção própria, mas são suportadas em cada lado de uma peça de primeira ordem (como uma faixa, pala, banda ou chevron). As peças de primeira ordem são, desse modo, acompanhadas por uma cotica em cada lado, então descritas como "coticadas",  ou estas devem ser ainda "duplamente coticadas" (isto é, cercada por quatro coticas, duas ao longo de cada lado).
O "closet" é descrito como uma banda da espessura entre uma barra e uma burela, mas raramente é encontrado.[carece de fontes?]
Uma barra que foi cortada no fim e, dessa forma, não alcançando as bordas do campo é chamada de hamade, hamaide ou hummet, em homenagem à cidade de La Hamaide em Hainaut, Bélgica. Como uma carga, ela é quase sempre retratada em três.
O adjetivo é hummetado.

## Barrado e burelado
Um campo dividido em muitas barras — frequentemente seis, oito ou dez partes com dois esmaltes alternados — é descrito como barrado (de x, y e z, onde x é o número de barras, y é o primeiro (predominante) esmalte, e z é o segundo esmalte). Um campo dividido em cinco, sete ou nove partes alternando dois esmaltes não é chamado de barrado, contudo, mas duas, três ou quatro barras. Um plano barrado consistindo de dez ou mais partes é comparativamente raro é chamado de burelado ao invés de barrado.

## Exemplos

Argento, três barras gules
Gules, quatro burelas dentadas Or
Argento, três barras géminas gules
Argent, uma faixa duplamente coticada gules
Uma barra gémina coticada nas armas da comuna francesa de Berneuil-sur-Aisne
Barrado de dez sable e Or nas armas do estado alemão da Saxônia
Leão barrado de dez argento e gules nas armas do estado alemão de Hesse
Uma bordadura barrada de dez argento e sable
Or, três hamades gules, as armas de La Hamaide na província belga de Hainaut